# 26251 Kiranmanne
26251 Kiranmanne è un asteroide della fascia principale. Scoperto nel 1998, presenta un'orbita caratterizzata da un semiasse maggiore pari a 2,2080300 UA e da un'eccentricità di 0,1155422, inclinata di 3,35229° rispetto all'eclittica.